# Metopidius indicus
La jacana bronceada  (Metopidius indicus) es una especie de ave caradriforme de la familia Jacanidae propia de los humedales de India, Indochina, Sumatra y algunas otras islas indonesias.